# It Was a... (Masked Christmas)
"It Was a... (Masked Christmas)" é uma canção do comediante e apresentador de televisão Jimmy Fallon, com participação da cantora Ariana Grande e da rapper Megan Thee Stallion. Foi lançado em 7 de dezembro de 2021 pela Republic Records. A canção foi escrita por Fallon, Gregory Hein, Ido Zmishlany, Myles William e Rami Yacoub, e produzida por Zmishlany e William. É o primeiro single de Natal de Fallon em quase quatro anos desde seu cover de 2017 de "Wonderful Christmastime" de Paul McCartney e também seu primeiro single oficial desde "Ew!" com will.i.am (2014).

## Divulgação
Em 6 de dezembro de 2021, Fallon postou um trecho da canção no Instagram e Twitter com a legenda: "Pessoal. Não acredito que estou digitando isso, mas vou lançar um novo single e vídeo esta noite com @ArianaGrande e @theestallion". Durante a gravação da faixa no Electric Lady Studios, Manhattan, em agosto, Fallon explicou para Associated Press que a canção relata dificuldades ocorridas durante a pandemia de COVID-19, como o distanciamento social, e incentiva a vacinação. "Se conseguirmos que as pessoas tomem o reforço ou a vacina [da COVID-19], isso seria incrível. Se não, espero que isso faça as pessoas sorrirem e se divertirem", declarou.
Durante seu programa, Fallon declarou no The Tonight Show: "É basicamente sobre como o ano passado foi difícil para todos. Eu queria dizer 'vai melhorar, realmente vai melhorar, acredite em mim'… E também pense nas coisas engraçadas que aconteceram enquanto estávamos confinados".

## Composição
Em um comunicado à imprensa, "It Was a… (Masked Christmas)" foi descrito como tendo "sintetizadores borbulhantes no estilo dos anos 80 e uma batida nítida e cheia de mixagem, evocativa do pop do início dos anos 2000", que Fallon "entrega o vocal principal da faixa… adicionando cor ao canto etéreo de Grande". Está escrito na tonalidade de ré maior, com um tempo de 124 batidas por minuto.

## Recepção
Lester Fabian Brathwaite da Entertainment Weekly comentou que a canção "traz todo o charme retrô de um 'Last Christmas', muito Wham! com vibrações de George Michael".

## Videoclipe
O videoclipe estreou no The Tonight Show, exibido em 6 de dezembro de 2021. Apresenta Fallon, Grande e Stallion "em uma série de cenários com tema natalino", como "beber gemada perto de uma fogueira, esquiar montanha abaixo, dançar dentro de um globo de neve e fazer fila para as doses de reforço da vacina". Para o verso de Stallion, ela "aparece usando agulhas de vacina coladas nas unhas".

## Paradas musicais
| Parada (2021)                                | Melhor posição |
| -------------------------------------------- | -------------- |
| Canadá (Billboard CHR/Top 40)                | 44             |
| Canadá (Billboard Hot AC)                    | 45             |
| Coreia do Sul (Gaon)                         | 196            |
| EUA Digital Songs (Billboard)                | 37             |
| Estados Unidos (Billboard Mainstream Top 40) | 38             |